# Sparring (film)
Pour l’article homonyme, voir Sparring.
Pour plus de détails, voir Fiche technique et Distribution.
Sparring est un film dramatique français réalisé par Samuel Jouy, sorti en 2017.

## Synopsis
À la suite de multiples défaites et d'une précarité grandissante un boxeur sur le déclin décide de devenir le sparring-partner d’un champion plus jeune, par son courage et son amour de la boxe, il apprendra sur le tard, que la noblesse de cet art est loin de se trouver dans le fait de gagner ...

## Fiche technique
- Titre : Sparring
- Réalisation : Samuel Jouy
- Scénario : Samuel Jouy, Clément Roussier et Jérémie Guez
- Photographie : Romain Carcanade
- Montage : Tina Baz et Ronan Tronchot
- Décors : frédérique Doublet et Frédéric Grandclere
- Costumes : Alice Cambournac
- Musique : Olivia Merilahti
- Producteur : Bruno Nahon
- Production : Unité de Production, en association avec les SOFICA Cinémage 11, Sofitvciné 4
- Distribution : EuropaCorp Distribution
- Pays d'origine :  France
- Langue : français
- Genre : drame
- Durée : 95 minutes
- Dates de sortie : 
  - Suisse : 5 août 2017 (Festival international du film de Locarno)
  - France : 19 janvier 2018 (Festival Premiers Plans d'Angers) ; 31 janvier 2018 (sortie nationale)

## Distribution
- Mathieu Kassovitz : Steve Landry
- Olivia Merilahti : Marion Landry
- Souleymane M’Baye : Tarek M'Bareck
- Billie Blain : Aurore Landry
- Lyes Salem : Omar
- David Saracino : David
- Yves Afonso : Pierrot
- Alban Lenoir : l'adversaire de Tarek M'Bareck

## Production

### Production
Le film a été tourné au Havre et à Deauville.

## Sortie

### Accueil critique
En France, le site Allociné recense une moyenne des critiques presse de 3,6/5, et des critiques spectateurs à 3,1/5. Le film ne trouve pas son public, ne rassemblant que 30 970 spectateurs.